# 麻布リース
麻布リース株式会社（あざぶリース）は、映像制作用メディア販売および撮影機材のレンタルを行う日本の企業。
現法人の法人格は2代目にあたり、かつて、テレビ番組の編集（VTR編集、リニア編集、ノンリニア編集）、MAに関するポストプロダクション業務を行っていた会社「TDKコア株式会社」（ティーディーケイコア）の法人格を引き継いでいる。本項目ではTDKコアについても説明する。

## TDKコア
1979年（昭和54年）10月、東京電気化学工業（現・TDK）の磁気テープ販売事業部教材部門の事業を継承して「TDKコア株式会社」として設立。その後ポストプロダクション、音楽ソフト製作と規模を拡大していった。特に教育ソフト部門では高い知名度と実績を持っていた。
所属歌手
- 相曽晴日
- 赤坂小町（プリンセス プリンセスの前身）
- 新井薫子
- ES CONNEXION
- 小比類巻かほる（EPIC・ソニーから移籍、その後、徳間ジャパンコミュニケーションズへ移籍）[1]
- 椎名恵
- 高山みなみ
- 徳丸純子
- NOBODY
- PRISM（ワーナー・パイオニアから移籍、その後、サウンズマーケティングシステムへ移籍）
- 三田村邦彦（東芝EMI（後のユニバーサルミュージック・EMI Records）から移籍、その後、日本コロムビアへ移籍）

いずれも「TDKレコード」レーベル名義で発表。なお、TDKコア時代からのコンピュータゲーム事業（2010年（平成22年）1月にコロムビア本体へ譲渡）に関する沿革と発売タイトルについては日本コロムビア発売のゲームタイトル一覧を参照。

## 現在に至るまでの経緯
（初代）麻布リース株式会社は、1989年4月、ウッドオフィスグループ（後のWACホールディング）の出資で設立され、放送用機材レンタルを業としていた。この時点ではTDKコアはTDKのグループ会社として存在していた。
その後、TDKの事業再編と、事業規模を拡大したい日本コロムビアとの利害が一致し、2007年（平成19年）11月1日付けで日本コロムビアがTDKコアの全株を取得し同社の完全子会社となり、2008年（平成20年）2月1日付で「クリエイティヴ・コア株式会社」に商号を変更した。
その後も事業を続けていたが、2010年（平成22年）1月に会社分割により、音楽・映像・教育ソフト部門の一切の権利を日本コロムビアに移管し、ポストプロダクションおよび放送用記録媒体の販売を行うのみの体制となった。
一方の（初代）麻布リース株式会社は、2009年にウッドオフィスグループのポストプロダクション部門「麻布プラザ」と合併し「麻布プラザの放送用機材レンタル事業セクション」として存続した。
2011年（平成23年）3月28日、日本コロムビアはクリエイティヴ・コアの全株式をウッドオフィスグループへ売却。グループ入り後、グループ内に同じポストプロダクション部門の重複があることから、2012年（平成24年）にポストプロダクション部門を麻布プラザに移管し、クリエイティヴ・コア本体は「クリエイティヴ・コア株式会社　麻布リース事業本部」として、映像制作用メディア販売及び放送用機材レンタルを行う会社として業態転換した。
2020年（令和2年）2月10日、クリエイティヴ・コアの商号を正式に「麻布リース株式会社」に変更した。
2025年（令和7年）現在、公式HPが消えており、事実上活動停止の状態と考えられる。

## 主な編集作品

### テレビ番組

#### 1980年代
レギュラー番組
- ビートたけしのスポーツ大将 第1期（テレビ朝日、スーパープロデュース 1985年10月 - 1987年3月）
- マーケティング天国（フジテレビ、日本テレワーク 1988年 - 1990年）
- 石坂浩二の世界うらもおもても（ABCテレビ、イースト・エンタテインメント 1988年10月 - 1989年2月）
- 天才・たけしの元気が出るテレビ!!（日本テレビ、IVSテレビ制作 1988年10月 - 1990年9月）
- ダウンタウンのガキの使いやあらへんで!!（日本テレビ 1989年10月 - 2011年3月）

単発・スペシャル番組
- ビートたけしのお笑いウルトラクイズ（日本テレビ 1989年1月）

#### 1990年代
レギュラー番組
- 所印の車はえらい（TBS、IVSテレビ制作 1990年4月 - 1992年3月）
- TVブックメーカー（フジテレビ、日本テレワーク 1991年4月 - 1992年3月）
- 聖PCハイスクール（テレビ東京、FOUR GRAM VISUAL ENTERTAINMENT 1992年4月 - 9月）
- Daytona-TV（TBS、IVSテレビ制作 1992年4月 - 1993年9月）
- 浅草橋ヤング洋品店（テレビ東京、ロコモーション 1992年4月 - 1995年9月）
- TVチャンピオン（テレビ東京 1992年4月 - 2006年9月）
- クイズ どんなMONだい?!（日本テレビ、日企 1992年4月 - 1994年3月）
- 5年後（フジテレビ、日本テレワーク 1992年10月 - 1993年3月）
- ピロピロ（フジテレビ、日本テレワーク、MEN'S 1993年4月 - 9月）
- 所さんのワーワーブーブー（TBS、IVSテレビ制作 1993年10月 - 1995年3月）
- 料理の鉄人（フジテレビ、日本テレワーク 1993年10月 - 1999年9月）
- ラスタとんねるず'94（フジテレビ、日本テレワーク 1994年4月 - 9月）
- ハンマープライス（フジテレビ、日本テレワーク 1994年10月 - 1998年9月）
- マンブー!（TBS、吉本興業 1995年4月 - 9月）
- 最大公約ショー（MBSテレビ 1995年7月 - 1996年3月）
- メトロポリタンジャーニー（フジテレビ、日本テレワーク 1996年4月 - 1997年3月）
- とんねるずの本汁でしょう!!・ダービーキッズ（フジテレビ 1997年4月 - 6月）
- 所さんの20世紀解体新書（TBS、イースト・エンタテインメント 1997年4月 - 1998年8月）
- チチパパ親父!娘をたのむで!（関西テレビ、イキナ 1997年4月 - 9月）
- HAMASHO（読売テレビ、吉本興業 1997年10月 - 1998年9月）
- 奇跡体験!アンビリバボー（フジテレビ、イースト・エンタテインメント 1997年10月 - 2005年9月）
- クイズ!渡る世間は金ばかり?!（テレビ朝日、オフィスぼくら 1997年10月 - 12月）
- 追跡!金運王国（テレビ朝日、オフィスぼくら 1998年1月 - 3月）
- 号外!!爆笑大問題（札幌テレビ、えすと 1998年4月 - 2001年3月）
- 愛する二人別れる二人（フジテレビ、ジャパンプロデュース 1998年10月 - 1999年11月）
- 自分クイズ（フジテレビ、ホリプロ、MEN'S 1999年1月 - 3月、2001年正月特番）
- サタ☆スマ（フジテレビ、リーライダーす 1999年4月 - 2002年3月）

#### 2000年代
レギュラー番組
- DHCキレイを磨く!エクストリームBeauty（DHCシアター）
- 放言BARリークス〜酒と政治とおカネと女〜（DHCシアター）

単発・スペシャル番組
レギュラー番組
- クイズ$ミリオネア（フジテレビ、Windie、ネクステップ 2000年4月 - 2007年3月）
- ほんパラ!関口堂書店（テレビ朝日、共同テレビ 2000年4月 - 2001年9月）
- 秘密の爆笑大問題（札幌テレビ、えすと 2001年4月 - 2002年3月）
- VivaVivaV6（フジテレビ、ホームラン製作所 2001年4月 - 2010年3月）
- 中居正広の金曜日のスマたちへ（TBS 2001年10月 - 2011年3月）
- 超秘密の爆笑大問題（札幌テレビ、えすと 2002年4月 - 9月）
- オトセンII（TBS、ジーヤマ 2002年4月 - 9月）
- やしがにのウインク（フジテレビ 2002年4月 - 9月）
- 完成!ドリームハウス（テレビ東京 2003年4月 - 2004年3月）
- ビートたけしの!こんなはずでは!!（テレビ朝日 2003年4月 - 2004年9月）
- 魂のワンスプーン（TBS、ジーヤマ、ホームラン製作所 2004年10月 - 2005年3月）
- 国分太一・美輪明宏・江原啓之のオーラの泉（テレビ朝日 2005年4月 - 2009年3月）
- ゴッドタン（テレビ東京 2005年10 - 12月、2007年4月 - 2011年3月）
- こちらササキ研究所（テレビ東京、吉本興業、ブーム 2006年4月 - 9月）
- キンコンヒルズ（テレビ東京、吉本興業、ブーム 2006年10月 - 2009年3月）
- TVチャンピオン2（テレビ東京 2006年10月 - 2008年9月）
- オリキュン（フジテレビ 2006年10月 - 2007年9月）
- ザ・クイズマンショー（テレビ朝日、古館プロジェクト 2006年10月 - 2008年3月）
- 悠遊!オフタイム（BS朝日、日本テレワーク 2006年10月 - 2007年6月）
- メデューサの瞳 〜人を見抜く天才たち〜（テレビ東京 2007年4月 - 2008年3月）
- 和風総本家（テレビ大阪、仁プロデューシング 2008年4月 - 2011年3月）
- ザ・クイズマン!（テレビ朝日、オフィスクレッシェンド、SLASH 2008年4月 - 8月）
- チャンピオンズ〜達人のワザが世界を救う〜（テレビ東京 2008年10月 - 2009年9月）
- キャくらん（ABCテレビ、ユーコム 2009年9月 - 2010年3月）
- キャくれ家（ABCテレビ、ユーコム 2009年9月 - 2010年3月）

単発・スペシャル番組
- ダウンタウンのガキの使いやあらへんで!!15周年記念特番 笑ってはいけない温泉宿一泊二日の旅in湯河原（日本テレビ 2004年12月）
- 恐怖の食卓（フジテレビ、ネットウエブ 2005年4月）
- ダウンタウンのガキの使いやあらへんで!!絶対に笑ってはいけない高校（日本テレビ 2005年10月）
- 恐怖の食卓2（フジテレビ、ネットウエブ 2005年10月）
- 恐怖の食卓3 病は食から（フジテレビ、ネットウエブ 2006年1月）
- 恐怖の食卓4 病は食から（フジテレビ、ネットウエブ 2006年3月）
- 恐怖の食卓5 病は食から（フジテレビ、ネットウエブ 2006年9月）
- 芸人魂!ガチレース（ABCテレビ、ジーヤマ 2006年12月）
- ダウンタウンのガキの使いやあらへんで!!大晦日特番 絶対に笑ってはいけない警察24時（日本テレビ 2006年12月）
- メデューサの瞳 〜人を見抜く天才たち〜〈パイロット版〉（テレビ東京 2007年1月）
- 恐怖の食卓6 病は食から（フジテレビ、ネットウエブ 2007年1月）
- 家事場の女王様（MBSテレビ、共同テレビ、ホームラン製作所 2007年5月）
- 芸能人(秘)密着24時!天使が見てる（フジテレビ、ネットウエブ 2007年12月）
- ダウンタウンのガキの使いやあらへんで!!大晦日特番 絶対に笑ってはいけない病院24時（日本テレビ 2007年12月）
- 開店!ドリームショップ（テレビ東京 2008年10月）
- ダウンタウンのガキの使いやあらへんで!!大晦日特番 絶対に笑ってはいけない新聞社24時（日本テレビ 2008年12月）
- 収穫!ドリームファーム（テレビ東京 2009年10月）
- ダウンタウンのガキの使いやあらへんで!!大晦日特番 絶対に笑ってはいけないホテルマン24時（日本テレビ 2009年12月）

#### 2010年1月 - 2011年3月
レギュラー番組
- 落語者（テレビ朝日 2010年1月 - 3月、2011年1月 - 3月）
- キレイの台所（テレビ大阪 2011年4月 - 9月）
- ウレロ☆未確認少女（テレビ東京、シオプロ 2011年10月 - 12月）
- パワー☆プリン（TBS、吉本興業、KYORAKU吉本.ホールディングス 2011年10月 - 12月）
- ニッポン!いじるZ（TBS、吉本興業、バックアップメディア 2011年10月 - 12月）

単発・スペシャル番組
- ダウンタウンのガキの使いやあらへんで!!大晦日特番 絶対に笑ってはいけないスパイ24時（日本テレビ 2010年12月）
- トクして遊ぶ!買い物天国（テレビ東京 2011年6月）
- トクして遊ぶ!買い物天国2（テレビ東京 2011年8月）
- トクして遊ぶ!買い物天国3（テレビ東京 2011年11月）

### ビデオパッケージ
- 超時空ロマネスク SAMY MISSING・99（TDKコア、サイエンタープライズ 1986年7月5日）

### ゲームソフト
- なかよしオールスターズ めざせ学園アイドル（クリエイティヴ・コア、ニンテンドーDS 2008年12月18日）